# Vaudes
Vaudes é uma comuna francesa na região administrativa de Grande Leste, no departamento de Aube. Estende-se por uma área de 7,57 km². Em 2010 a comuna tinha 721 habitantes (densidade: 95,2 hab./km²).